# Weserschleuse Minden

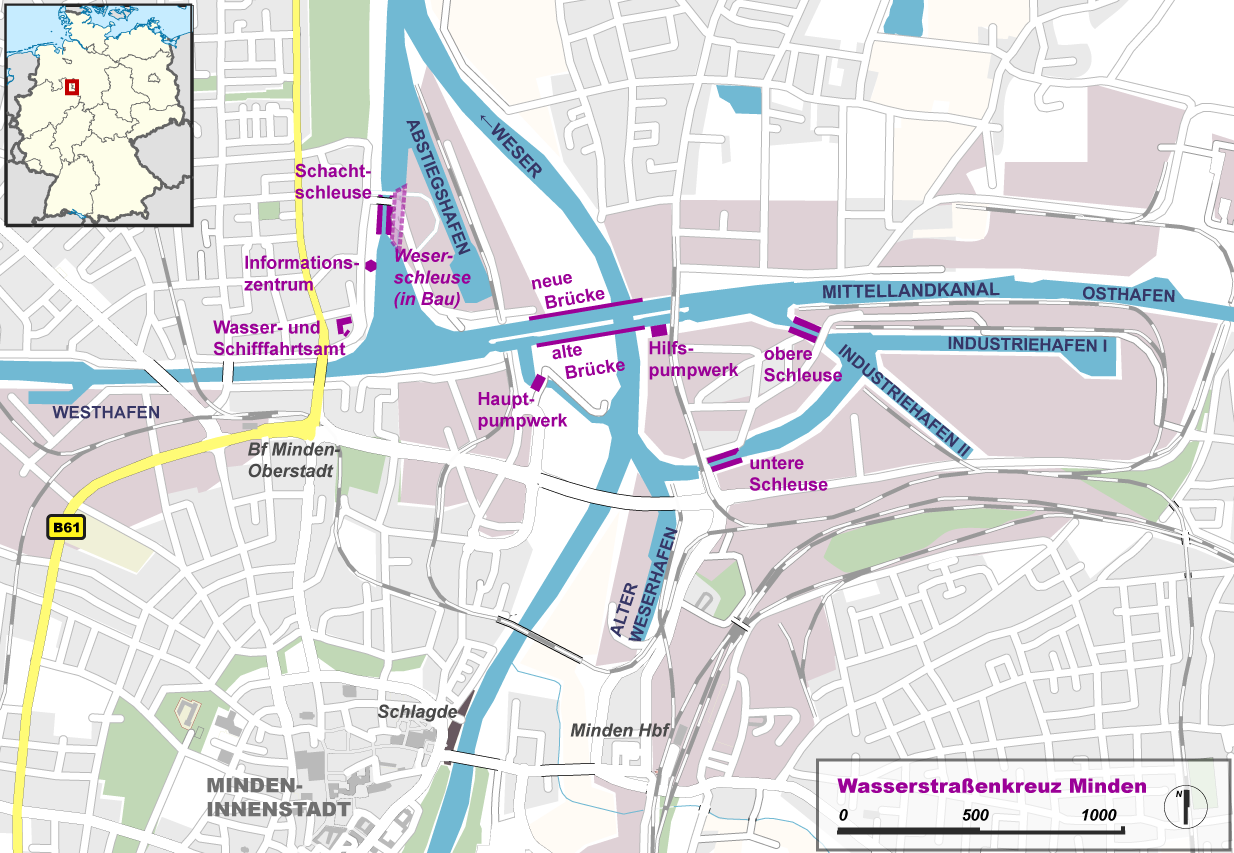
Die Mindener Häfen am Wasserstraßenkreuz Minden

Die Weserschleuse Minden ist eine Sparschleuse am Wasserstraßenkreuz Minden. Sie ergänzt dort  die  für Großmotorgüterschiffe zu kleine Schachtschleuse Minden. Der Hafen Bremen hat über diese größere Schleuse für diesen Schiffstyp  auch einen direkten Zugang zum Mittellandkanal erhalten. Die neue Schleuse liegt östlich parallel zur Schachtschleuse. Die architektonische Formgebung nimmt mit ihrer sachlichen Art keine Elemente der alten Schachtschleuse auf. Türme am Unterhaupt sind nicht notwendig, weil die neue Schleuse gegen das Unterwasser ein Stemmtor hat (Zugsegmenttor gegen Oberwasser). Die alte Schachtschleuse besitzt diese Türme, da sich dort die Gegengewichte des Hubtores befinden.

## Bau der Weserschleuse Minden
Das Neubauamt für den Ausbau des Mittellandkanals (NBA) setzte im Frühjahr 2008 das Planfeststellungsverfahren in Gang und schloss es im August 2009 rechtskräftig ab. Damit konnte die Baumaßnahme am 24. August 2009 mit der Beräumung des Baufelds beginnen. Die eigentlichen Bauarbeiten begannen im Frühjahr 2010, die Inbetriebnahme der Schleuse war für 2015 vorgesehen. Die damals geschätzten Baukosten betrugen 70 Millionen Euro.
Der Bauhof des damaligen Wasser- und Schifffahrtsamtes Minden wurde für das Großprojekt 2008 verlegt. Der Besucherparkplatz und die Gastronomie an der Schachtschleuse wurden für die Herrichtung des Bauplatzes 2009 geschlossen. Die alten Werkshallen der ehemaligen Staatswerft und der Zuckerhut Minden, ein alter Bunker, wurden abgerissen. Im Mai 2011 wurden zwölf Grundwassermesspunkte rund um die Baustelle eingerichtet, um die Auswirkungen der Tiefbauarbeiten auf das Grundwasser zu kontrollieren.
Im Jahr 2012 begann der Bodenaushub und der Neubau der vorgelagerten Straßenbrücke über der Nordeinfahrt. Der Aushub der Schleusenkammern wurde mit Schuten in eine Kiesgrube bei Petershagen verbracht.
Die Betonarbeiten waren zum Jahresende 2015 abgeschlossen, die Kräne wurden abgebaut, anschließend begann der Ausbau.
Im Herbst 2016 waren alle Arbeiten abgeschlossen. Am 18. August 2017 wurde die Weserschleuse nach sieben Jahren Bauzeit dem Verkehr freigegeben und in einem feierlichen Festakt eingeweiht. Die Kosten betrugen rund 80 Millionen Euro.

### Baugrube
Die Baugrube für die östlich vorgelagerte neue Schleuse wurde in vier Bauabschnitten geplant: Zum ersten wurde eine Bohrpfahlwand zwischen den beiden Schleusen hergestellt. In der zweiten Phase wurde die Baugrube ausgehoben und die erste Ankerlage gesetzt. Phase 3 beinhaltete den weiteren Aushub und das Setzen der zweiten Ankerlage. Abschließend wurden in Phase 4 die dritte und vierte Ankerlage gesetzt und der Endausbau hergestellt.

## Wasserverbrauch
Beide Schleusen, sowohl die alte Schachtschleuse als auch die neue Weserschleuse, sind als Sparschleusen eingestuft, da sie bis zu 2/3 des Wassers bei der Talschleusung in Sparbehältern auffangen und dann wieder bei der nächsten Füllung der Schleusenkammer abgeben. Die alte Schachtschleuse hat dazu jeweils rechts und links vom Schleusenbecken die sogenannten Sparbecken angeordnet, insgesamt 16 Stück, jeweils vier übereinander. Die neue Weserschleuse hat drei Sparbecken parallel östlich des Schleusenbeckens angeordnet, zwei davon übereinander. Trotzdem verbraucht die neue Schleuse aufgrund der größeren Schleusenkammer für die neuen großen Schiffe doppelt so viel Wasser wie die alte Schachtschleuse. Bei Fertigstellung wurde mit 4000 Schleusungen pro Jahr gerechnet. Die alte Schachtschleuse bleibt in Betrieb, um das Sparpotential auszunutzen.

## Anbindung
Mit dem Ausbau der Weserschleuse für die Kapazität der Großmotorgüterschiffe ist es nun möglich, von den Häfen in Bremen über die Mittelweser und die Weserschleuse in den Mittellandkanal zu kommen. Von hier können diese Schiffe über das Ruhrgebiet zum Rhein und damit bis nach Basel gelangen. Damit eröffnen sich den Wasserstraßen im Logistikwettbewerb neue Möglichkeiten.

## Galerie vom Bauvorhaben Weserschleuse

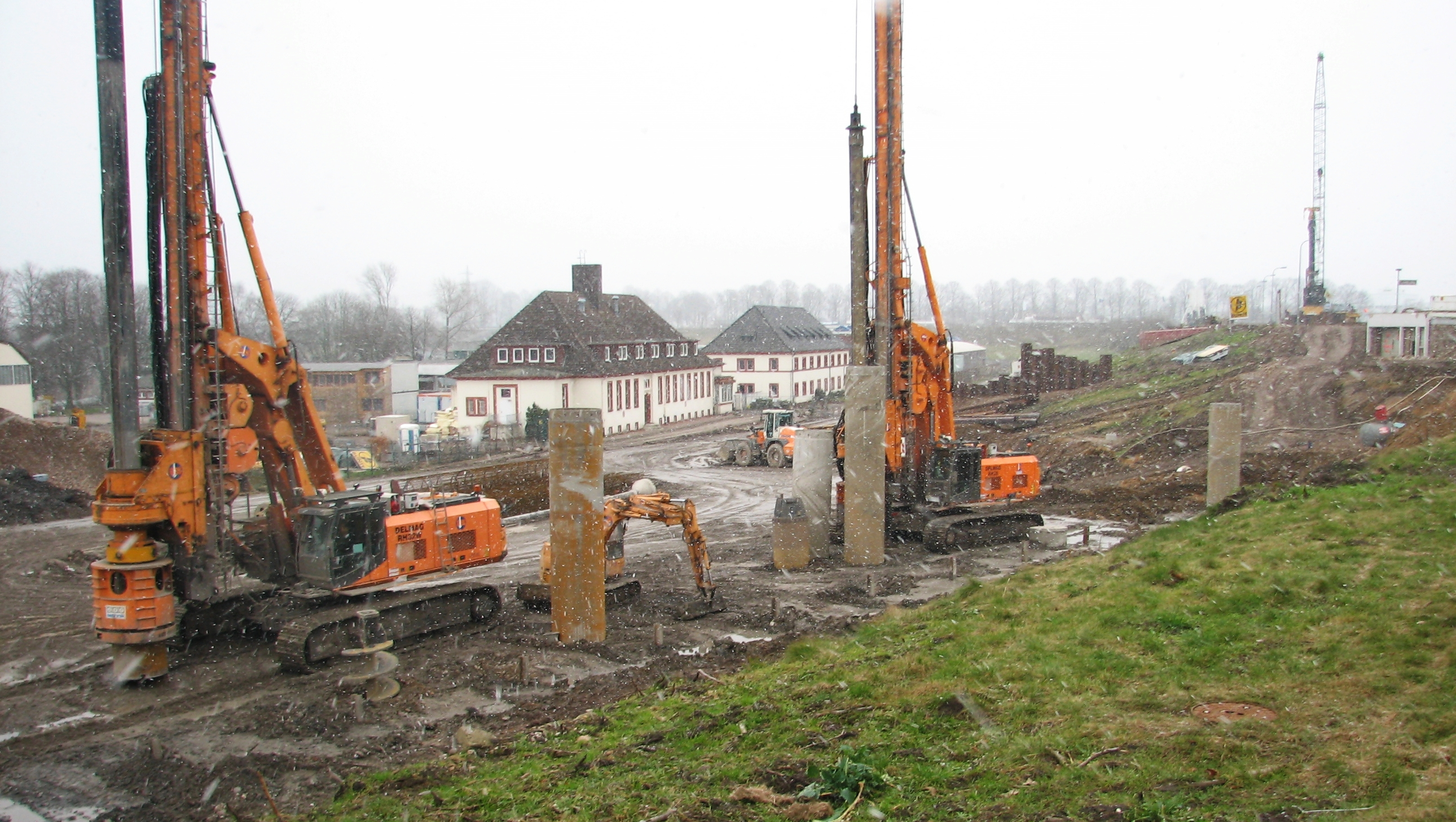
Baustelle im Februar 2011
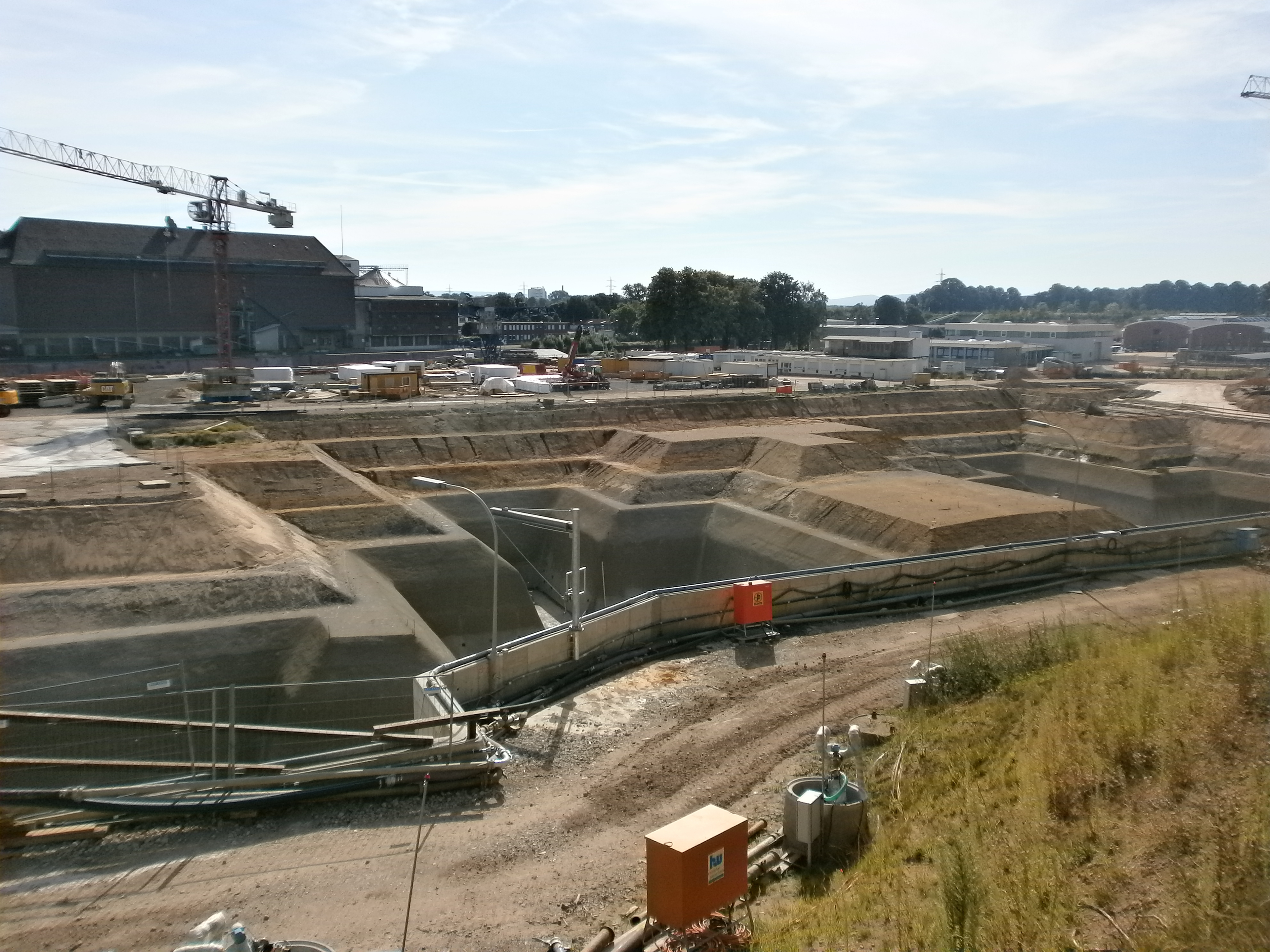
Bodengründung im August 2012
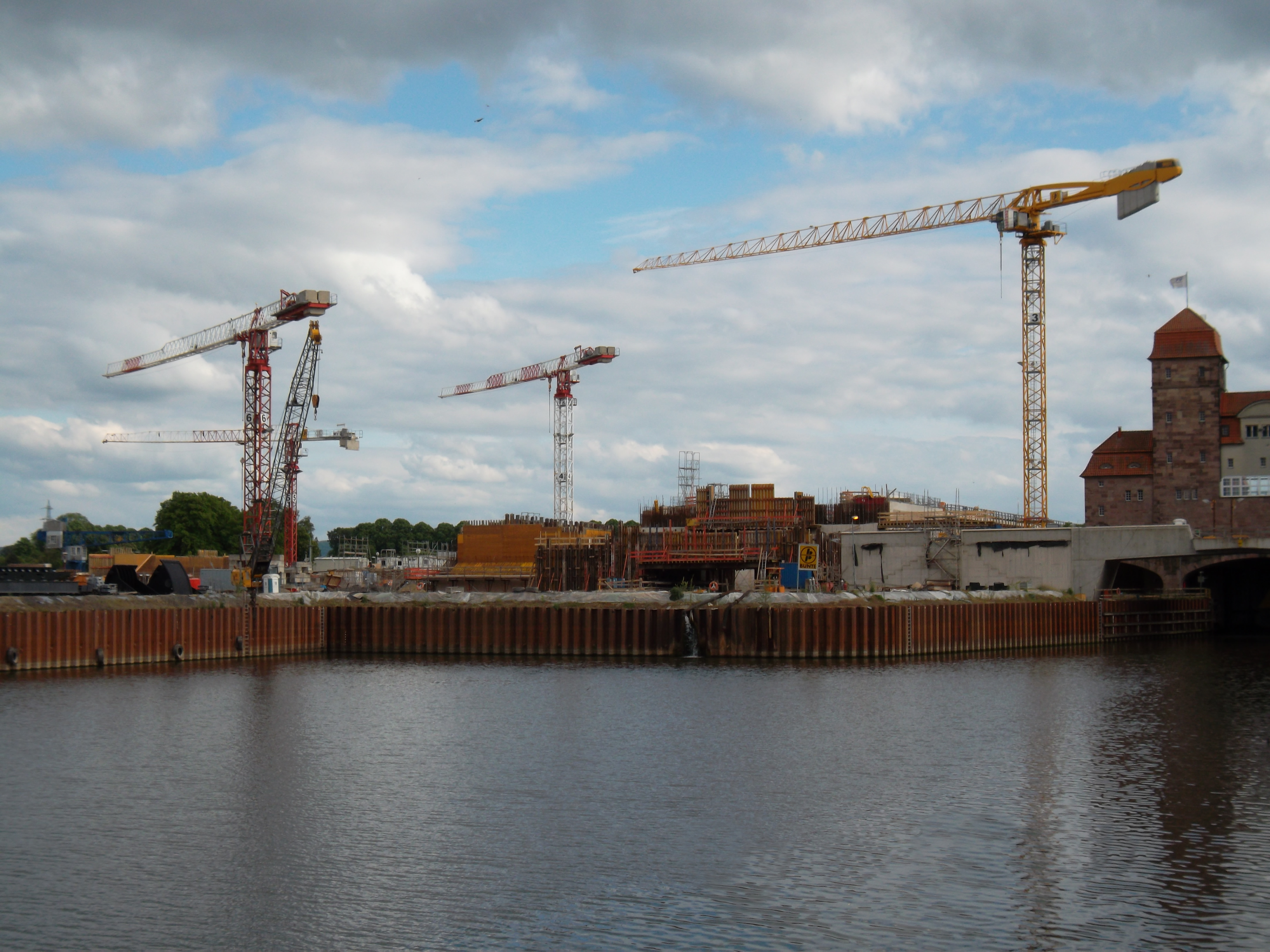
Blick über die Baustelle von der Weser aus, im Mai 2015
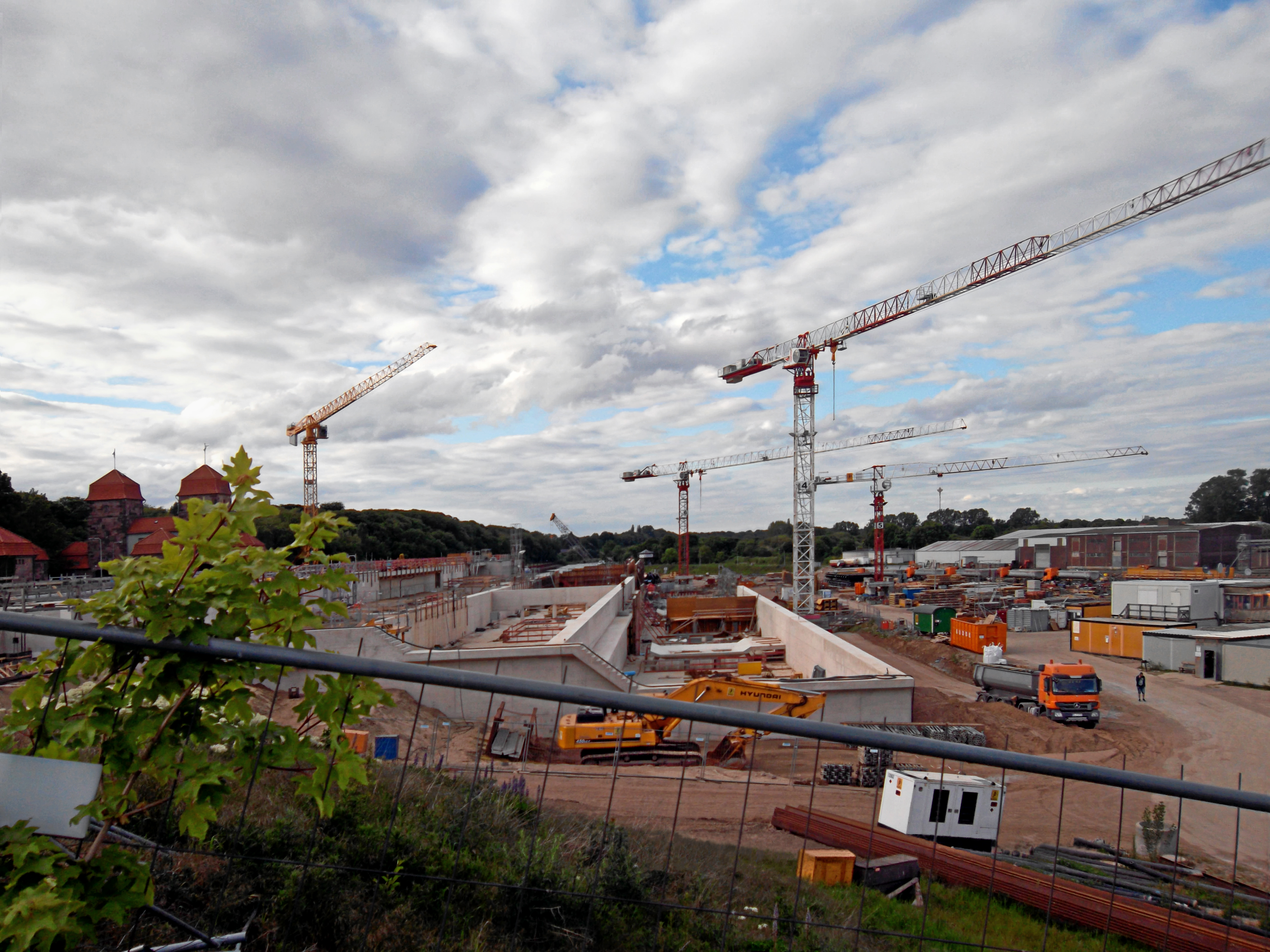
Blick über die Baustelle vom Kanal aus, in der Mitte die beiden Sparbecken, im Mai 2015
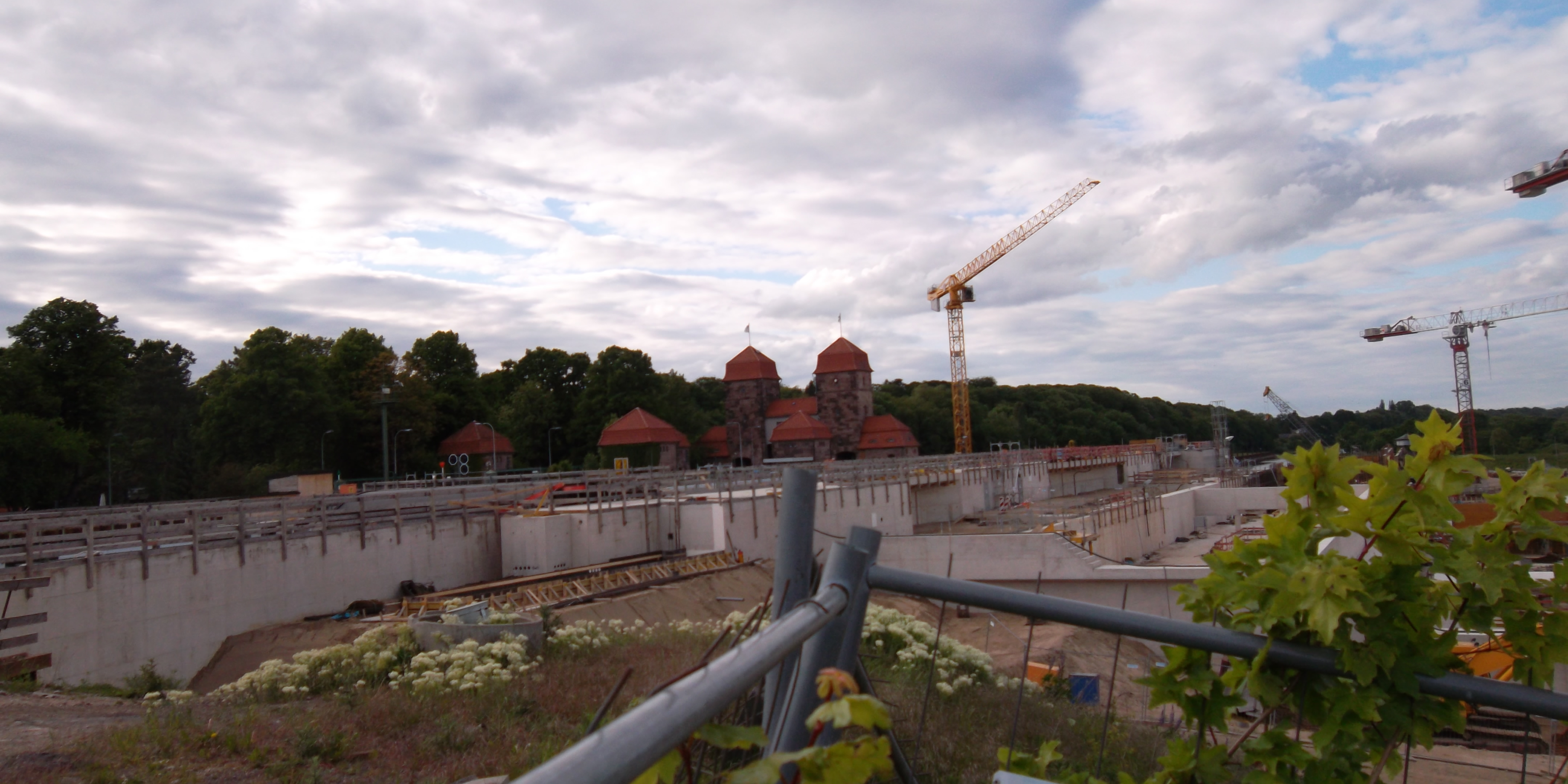
Blick auf das zukünftige Schleusenbecken, im Mai 2015

## Galerie der Weserschleuse

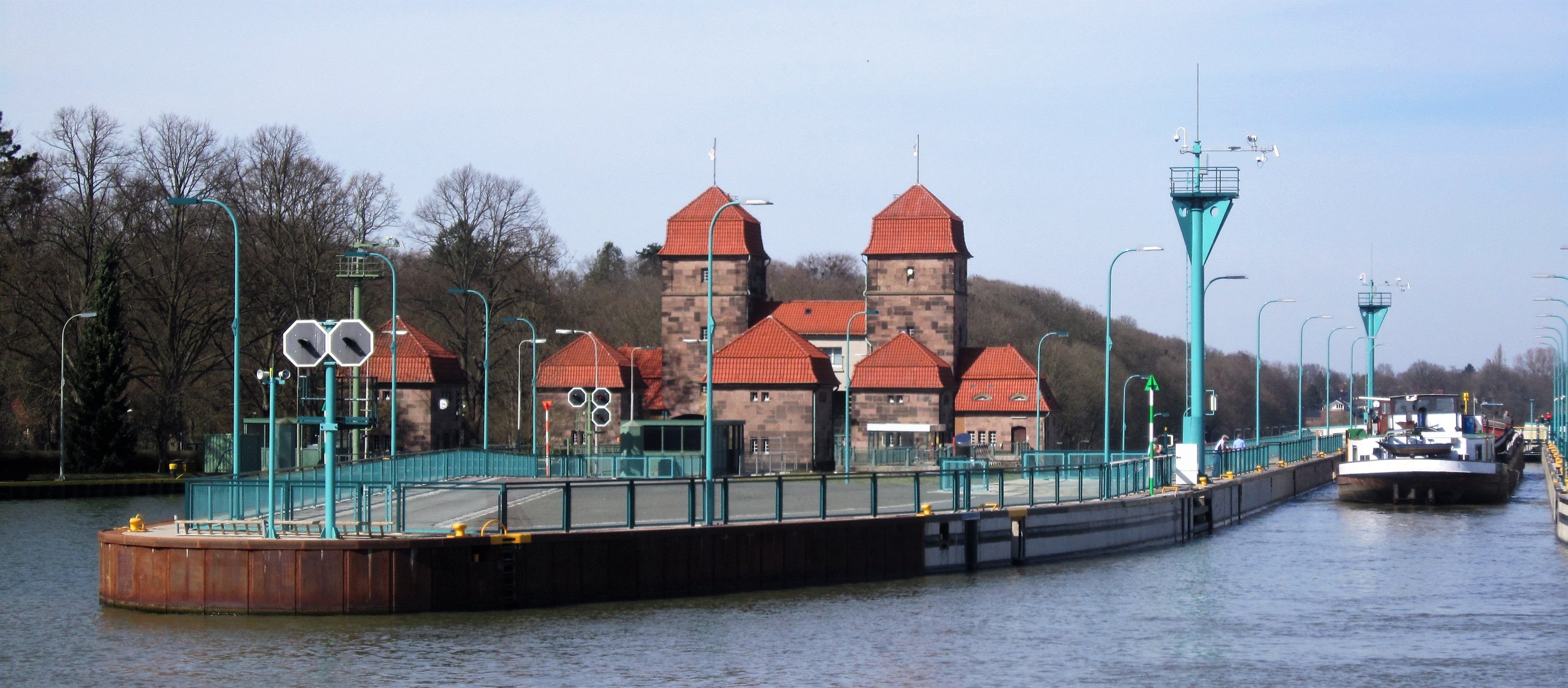
Schachtschleuse (links) und Weserschleuse (rechts, Einfahrt Oberwasser)
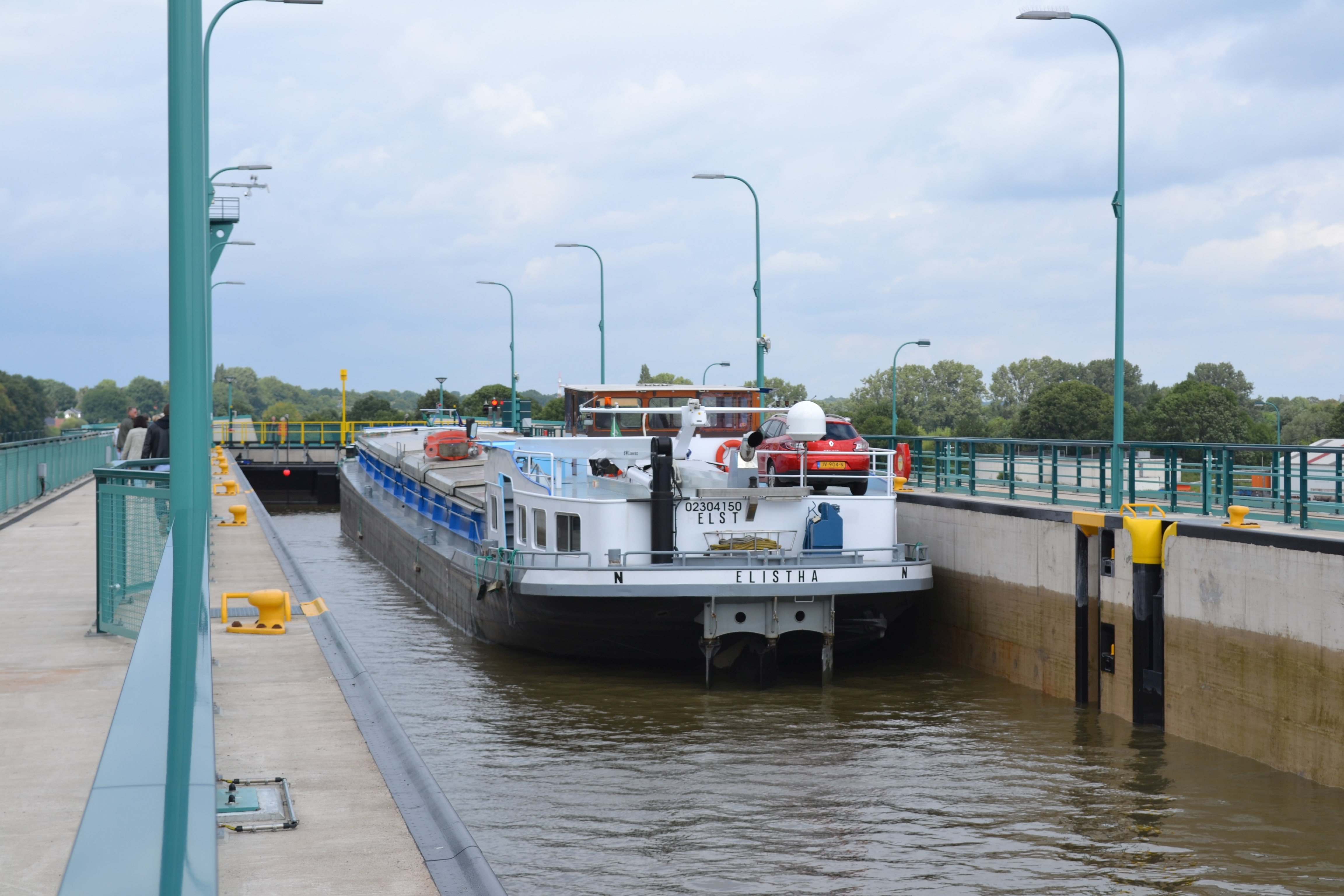
Schiff in Weserschleuse
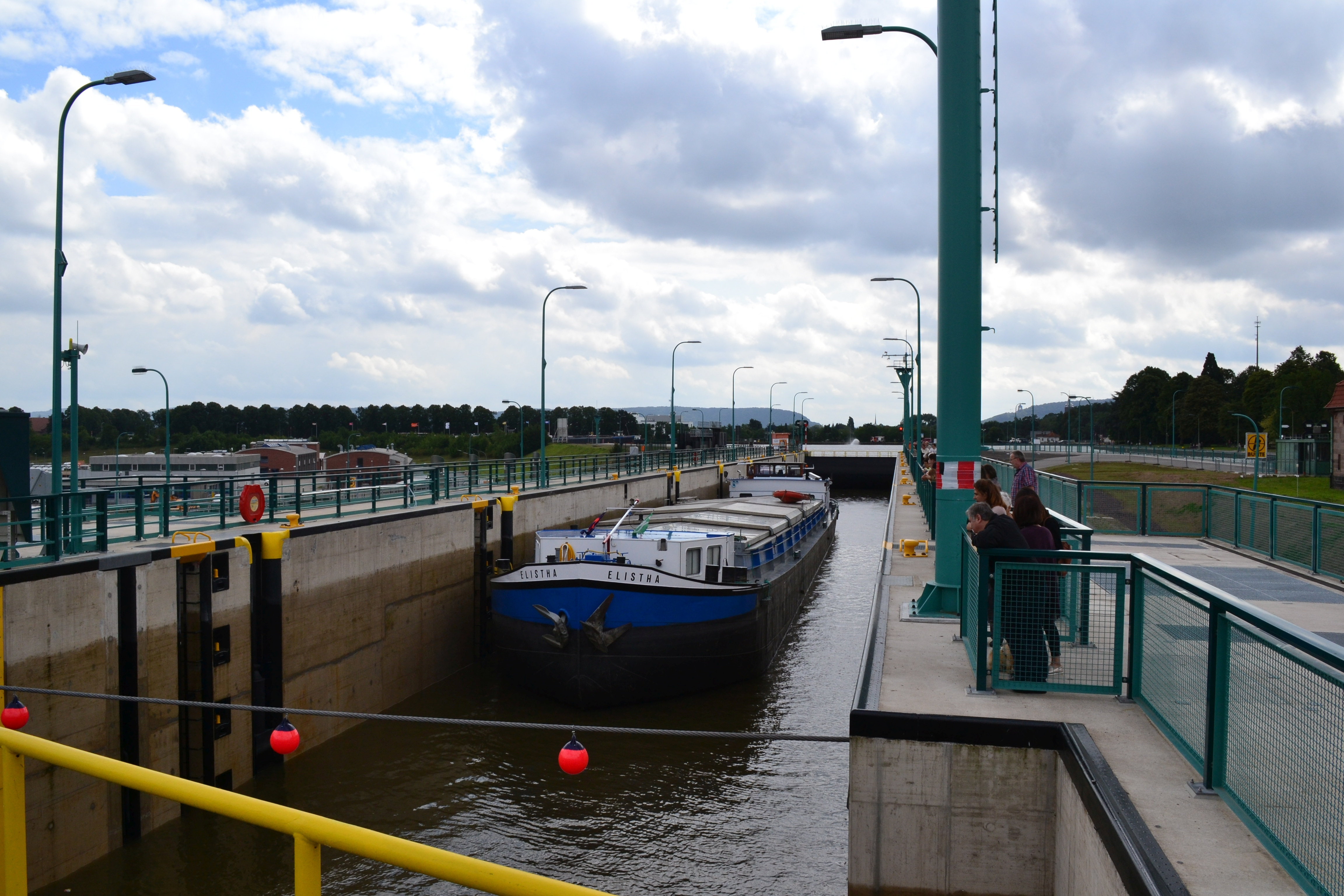
Schiff in Weserschleuse
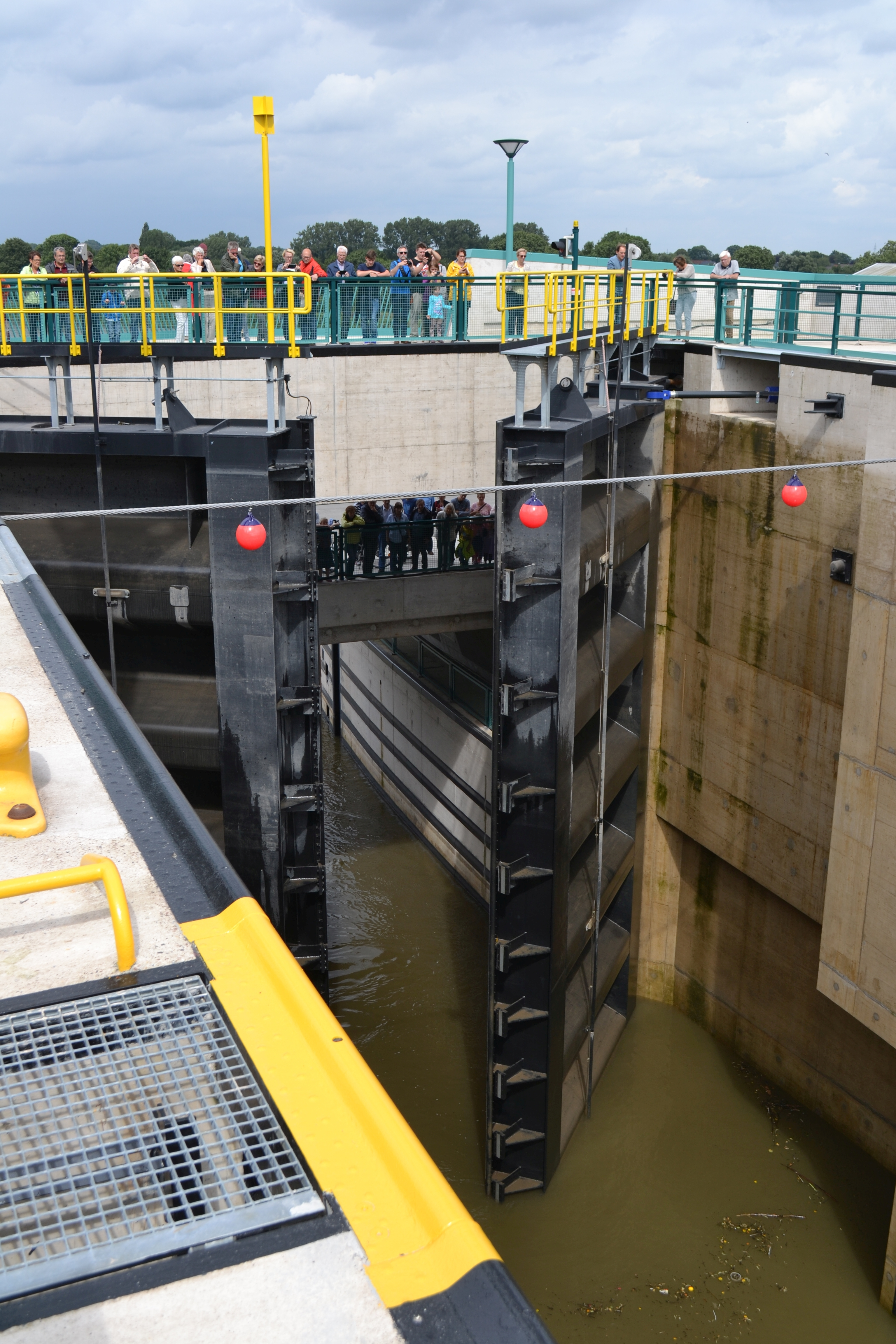
Stemmtor Ausfahrt Unterwasser
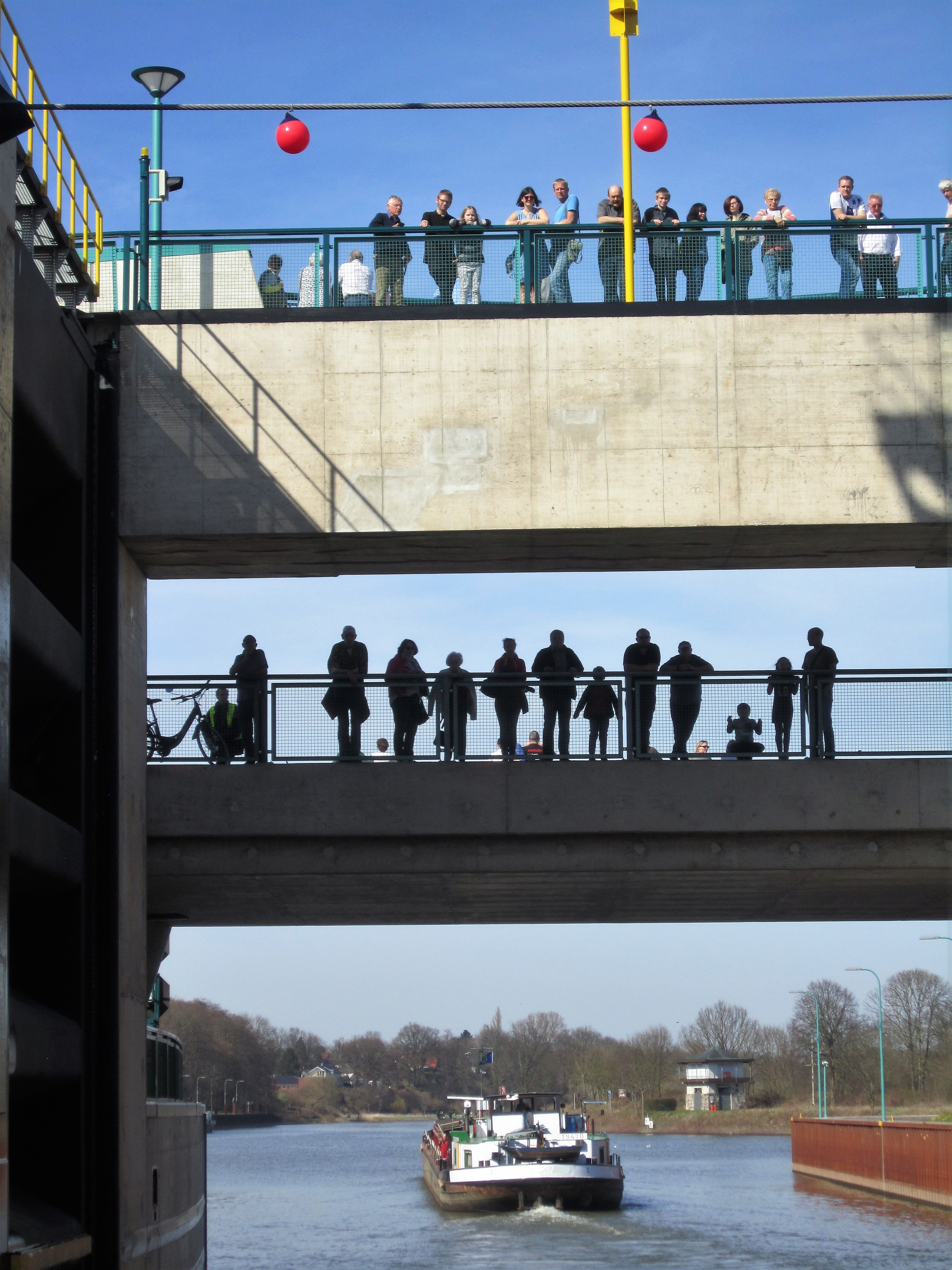
Ausfahrt durch die Nordabfahrt in die Weser
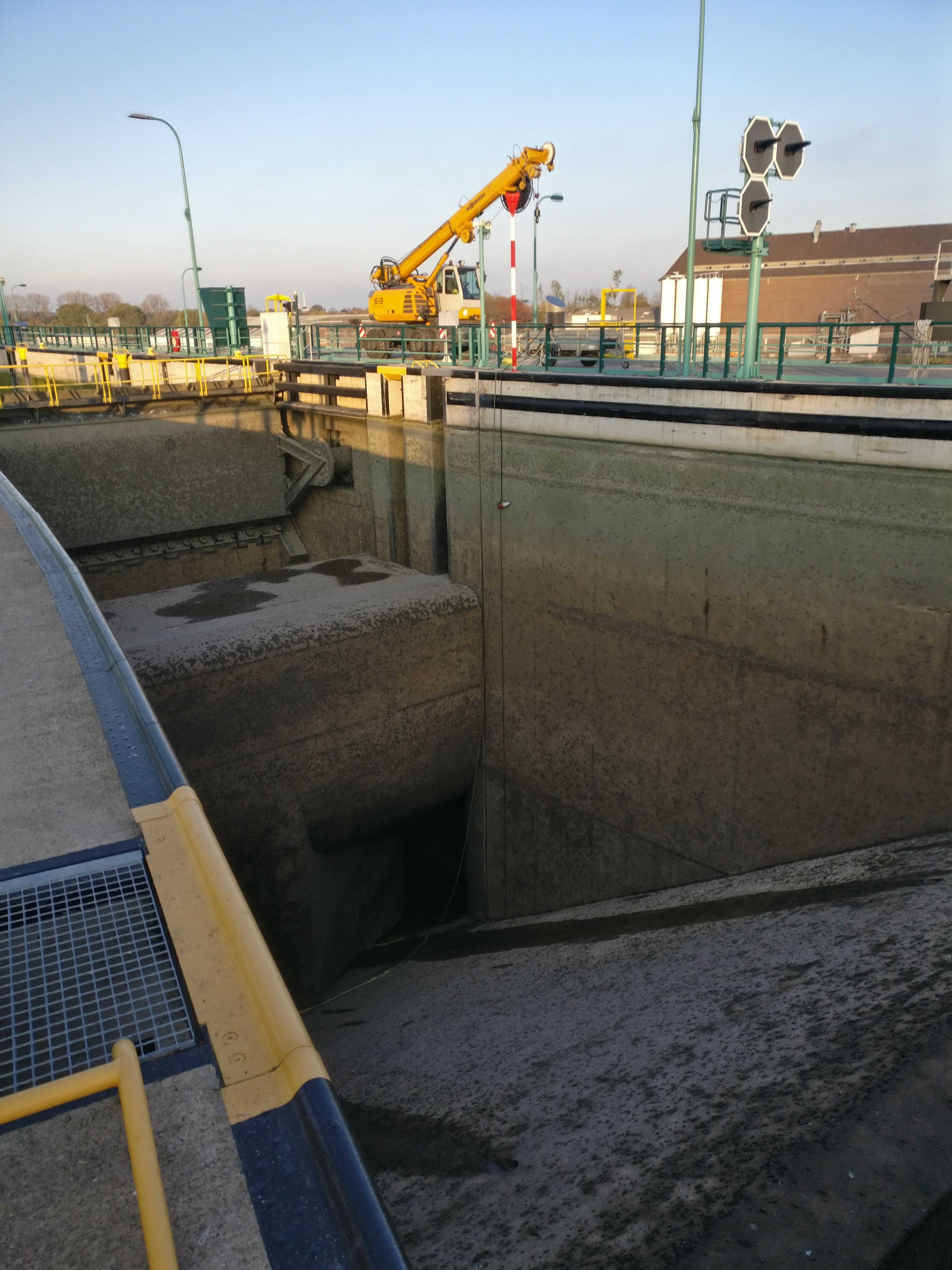
Blick auf das obere Tor während Wartungsarbeiten, der Zulauf vom Kanal aus ist erkennbar.
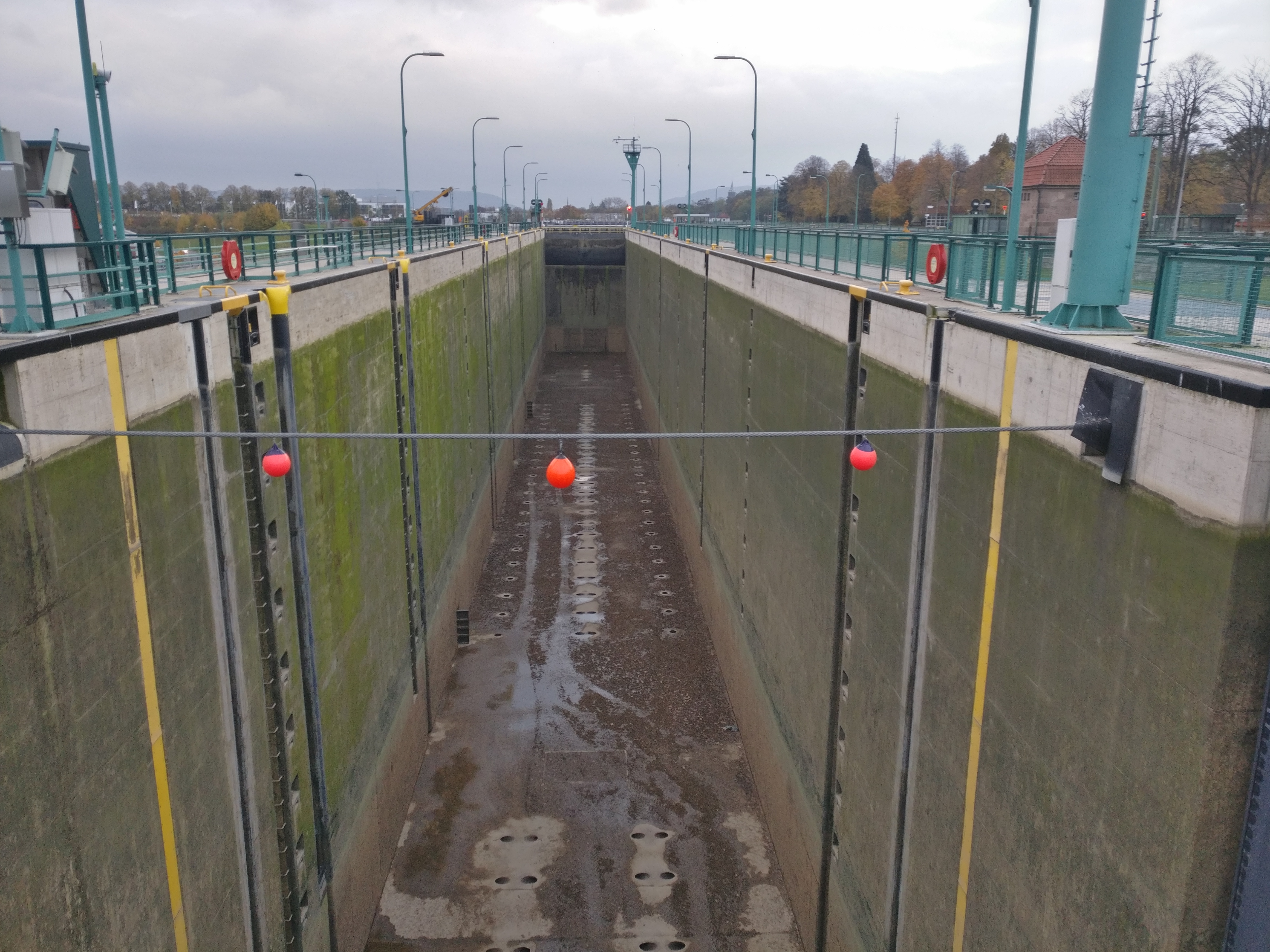
Die zu Wartungszwecken geleerte Schleusenkammer, die Wasserzuläufe sind erkennbar.
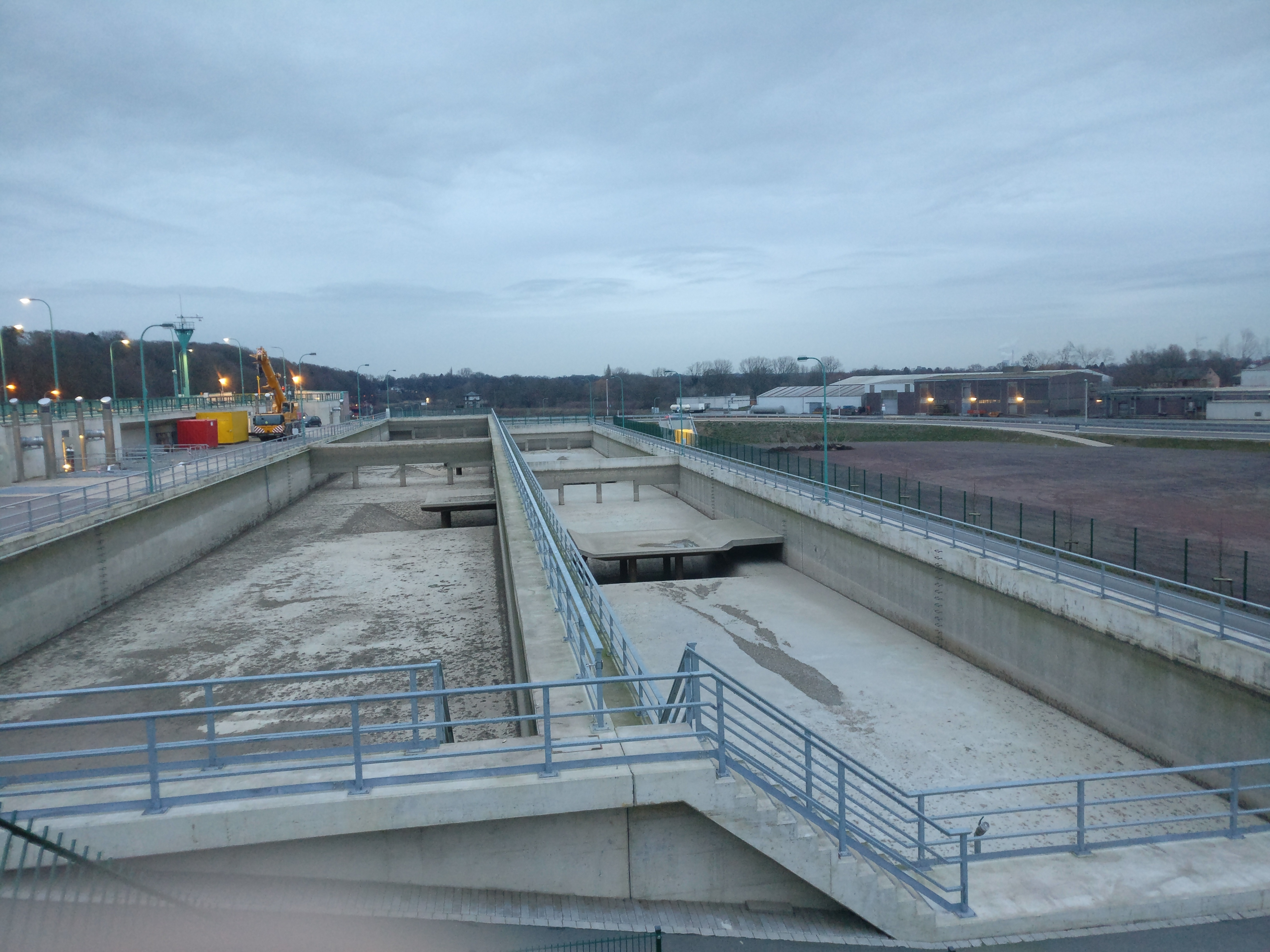
Geleerte Sparkammern
- Zugsegmentor des Oberhaupts bei der Öffnung
- Sparkammer bei der Flutung während einer Schleusung